# Pál Teleki
Pour l’article homonyme, voir Pál Teleki (football).
Dans le nom hongrois Teleki Pál, le nom de famille précède le prénom, mais cet article utilise l’ordre habituel en français Pál Teleki, où le prénom précède le nom.
Pál Teleki, comte de Szék (széki gróf Teleki Pál, [se:ki gɾo:f tɛlɛki pa:l]), né le 1er novembre 1879 à Budapest et décédé le 3 avril 1941 à Budapest, est un homme d'État hongrois. Il fut premier ministre du Royaume de Hongrie, du 19 juillet 1920 au 14 avril 1921 puis du 16 février 1939 au 3 avril 1941, date de son suicide. Parallèlement à son activité politique, il a surtout été géographe et membre de l'Académie hongroise des sciences (Magyar Tudományos Akadémia, MTA).

## Biographie

### Origines et famille
Membre de la famille Teleki, Pál Teleki est le fils de Géza Teleki (1844–1913), écrivain et homme politique, qui a été un bref ministre de l'intérieur dans le gouvernement de Kálmán Tisza et d'Irén Muráty (Irène Mouratis) (1852–1941), fille d'un riche commerçant grec de Pest. Par son père, il est le neveu de Samuel Teleki, explorateur s'étant rendu en 1884-1885 dans certaines régions d'Afrique alors inconnues, et dont les récits le fascinent.
Né à Budapest, il fréquente l'école élémentaire évangélique de Budapest, en 1885 et 1889 (Budapesti evangélikus elemi népiskola) puis poursuit sa scolarité au lycée piariste de Budapest (Pesti piarista gimnázium) entre 1889 et 1897, à chaque fois en candidat libre.
Issu de la noblesse hongroise, Pál Teleki appartient à la société mondaine du royaume : francophile, il fait partie des administrateurs hongrois de la Revue de Hongrie (1908-1931), dont le conseil d'administration regroupe la plus haute noblesse du royaume ; comme ses collègues, il y propose des articles.

### Formation
En 1897, il s'inscrit à la faculté de droit et de science politique de l'université de Budapest (Budapesti Tudományegyetem). À la faculté des sciences naturelles, il fréquente les cours de géographie, tient des conférences devant la Société hongroise de géographie (Magyar Földrajzi Társaság) sur l'histoire des expéditions en Asie, objet de ses premières recherches et publications.
Le 15 décembre 1898, il présente ses travaux lors d'une séance publique de l'association des Sciences naturelles. Lors de ses années à l'université, il continue de prendre part aux rendez-vous qui rythment la société transylvaine : aux chasses à courre de Zsuk/Jucu comme aux ventes de charité de Kolozsvár/Cluj.
En 1901, il obtient son diplôme de fin d'étude et finit premier à l'examen de fin de cycle de science politique en droit public hongrois, politique, droit canonique, et droit international. Au cours de l'année universitaire suivante, il s'inscrit comme auditeur libre en deuxième année à l'Académie royale hongroise d'économie de Magyaróvár (Magyaróvári Magyar Királyi Gazdasági Akadémia). En avril 1902, le jury d'examen juge son niveau insuffisant ; il rate l'année suivante une fois de plus l'examen de fin de cycle en droit administratif. Finalement, en décembre 1903, c'est avec son travail intitulé "Sur la question de l'origine première de la Nation" („Az elsődleges államkeletkezés kérdéséhez”) qu'il obtient son doctorat en sciences politiques.

## 1902-1920: un géographe reconnu

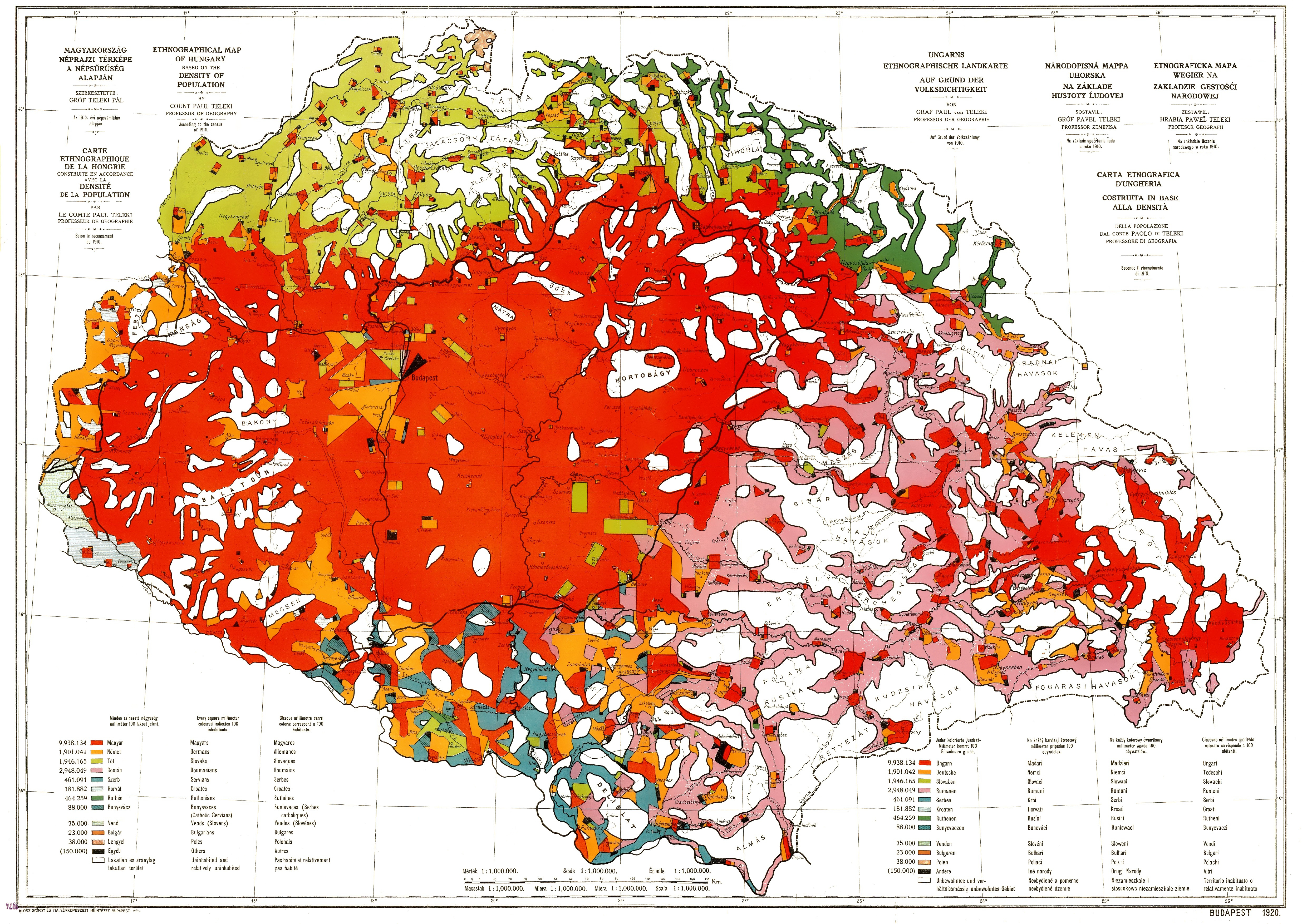
La célèbre « carte rouge » de Pál Teleki représente la répartition des nationalités en Hongrie en 1910 dans une palette chromatique qui met particulièrement en valeur les Magyars. Bien que conforme aux recensements, cette carte a valu d'acerbes critiques à son auteur en raison de ce choix graphique.

À partir de 1902, il est l'apprenti de Lajos Lóczy au département de géographie. En 1904, il s'active comme vice-président du comitat de Szatmár. Le 26 janvier 1905, il est élu député de la circonscription de Nagysomkút à l'Assemblée nationale (Országgyűlés).

### Géographe
Au printemps 1906, il effectue un voyage en Europe occidentale ; en 1907 il part au Soudan puis à nouveau en Europe pour des voyages d'études.
En 1910, lorsque le gouvernement de coalition tombe, il ne sollicite pas de nouveau mandat. Entre 1909 et 1913, il occupe la direction de la maison d'édition de l'Institut de Géographie ; entre 1910 et 1923, il est le secrétaire général de la Société hongroise de géographie (Magyar Földrajzi Társaság).
En 1911, il jouit de la reconnaissance des Français pour son travail d'historien et de cartographe dans l'Atlas des Iles du Japon (dirigé par Edme François Jomard). En 1912, il effectue un grand voyage aux États-Unis avec Jenő Cholnoky. De leurs parcours, ils tirent en 1922 une publication universitaire intitulée Géographie économique de l'Amérique (Amerika gazdaság földrajza). En 1913, il est désigné membre par correspondance de l'Académie hongroise des sciences. Il ne peut prononcer son discours de réception qu'en 1917 en raison de la guerre.
En 1913, il est nommé professeur à l'École normale supérieure de l'École de commerce. Il devient également président de la Société tourane.
À la suite de la défaite des puissances centrales en 1918, il réalise une carte construite à partir de la carte topographique du royaume au 200 000e et de données démographiques issues du recensement contestable de 1910. Cette carte est âprement critiquée parce que, pour mettre en avant le principe géographique de l'unité du bassin des Carpates, au service du maintien de l'unité territoriale du royaume de Hongrie, elle utilise pour la population hongroise un fort rendu graphique qui lui vaut le surnom de « carte rouge » (vörös térkép), et parce qu'elle représente en blanc, comme si elles étaient vides, les zones d'habitat dispersé (plus nombreuses chez les Slovaques, Ruthènes, Roumains et Serbes), de sorte que les Hongrois qui, selon le recensement, comptaient 47 % des habitants, y apparaissent comme largement majoritaires à première vue.
En 1925, il participe au métrage préalable à l'établissement des frontières syro-turque et mésopotamo-turque au Moyen-Orient, comme membre de la Commission d'expertise dépêchée par la Société des Nations ; il propose, après avoir réalisé une enquête sur place, un tracé frontalier prenant en compte la voie ferrée du chemin de fer de Bagdad (longée sur plus de 500 km par la frontière), les habitudes de vie des populations, le milieu, les sols, la répartition ethnique.

### Volontaire de la Grande Guerre et « ennemi du peuple »
Durant la Première Guerre mondiale, il se porte volontaire au combat et sert comme lieutenant-supérieur sur les fronts serbe puis italien.
Menacé comme « ennemi du peuple » en tant que membre de la noblesse hongroise, Pál Teleki doit se réfugier en Suisse pendant la première république communiste hongroise (1919).

## Carrière politique
Fidèle en cela à la tradition familiale, Pál Teleki se lance dans la politique, et tente rapidement d'influencer la politique menée par le régent, Miklós Horthy.

### 1919-1920: ministre des Affaires étrangères
En mai 1919, lors de la guerre civile et antibolchévique hongroise, il est nommé Ministre des Affaires étrangères pour négocier au nom de la Hongrie le traité de paix.
Fort de sa qualité de géographe, Teleki se rend en France à la conférence de paix de Paris où il propose comme base de négociation le principe de l'unité territoriale du royaume de Hongrie, combattu par son confrère Emmanuel de Martonne qui avait participé au traçage des frontières en 1919 par la commission inter-alliée Lord. Pour défendre l'unité territoriale de la Hongrie, Teleki s'est muni de sa « carte rouge » et d'une importante documentation, censée mettre en avant les risques politiques, économiques, démographiques de la remise en cause de l'unité politique du bassin intérieur des Carpates. Mais sa documentation n'est pas prise en compte par les Alliés qui adoptent le « principe de viabilité » de De Martonne, contre les idées géographiques de Teleki. La mort dans l'âme, ce dernier doit accepter les conclusions du traité de Trianon, qui reconnaît et officialise les travaux de la commission Lord.

### 1920-1921: président du Conseil
Le 25 juillet 1920, le régent Miklós Horthy le nomme premier ministre du Royaume de Hongrie. Il occupait auparavant le ministère sans portefeuille chargé des minorités puis celui des Affaires étrangères. En juillet 1920, au moment critique où l'Armée rouge soviétique envahissait la Pologne, l'aide de la France était ralentie par les ouvriers communistes français bloquant les transports ferroviaires et les ports. Pál Teleki organise alors un envoi massif, à travers la Roumanie, de munitions, d'armes et d'engins militaires pour secourir la Pologne. Après la tentative de retour du roi Charles IV, débordé par les pressions politiques de toutes natures il démissionne du gouvernement le 14 avril 1921.

### 1938-1941: président du Conseil
En 1938, Pál Teleki revient dans le jeu politique en acceptant de devenir ministre de la culture. La même année, il est l'un des responsables de la délégation hongroise présente aux premiers arbitrages de Vienne, intervenus sous l'influence de l'Allemagne nazie et de l'Italie fasciste pour satisfaire de façon pacifique aux revendications territoriales de la Hongrie sur les territoires que celle-ci avait perdus en 1918 et que le traité de Trianon avait officialisées en 1920. Anglophile convaincu, il est opposé à la politique de rapprochement du gouvernement de Béla Imrédy à l'égard de l'axe Rome-Berlin-Tokyo.
Pál Teleki est rappelé à la présidence du conseil par le régent en février 1939 et reste fidèle à ses positions nationalistes, conservatrices, anticommunistes et antisémites. Il est, entre-autres, à l'initiative de la levée et du recrutement secret d'une légion hongroise, pour aider les finlandais à repousser l'Armée rouge pendant la guerre d'Hiver. Toujours en 1939, c'est sous son gouvernement que sont votées les deuxièmes lois contre les Juifs et que sont annexés à la Hongrie l'Ukraine subcarpatique (mars 1939) et le nord de la Transylvanie (30 août 1940), par le Deuxième arbitrage de Vienne.
Son gouvernement entame quelques réformes sociales (caisse d'allocations familiales notamment) et mène une politique volontariste d'investissement dans les infrastructures, mais en y incluant toutes les mesures discriminatoires qui lui seront reprochées par la suite. En 1939, lors des élections durant la Pentecôte, le parti de la Vie hongroise (Magyar Élet Pártja) mené par Pál Teleki obtient son meilleur résultat depuis le début du règne de Miklós Horthy, ce qui signifie alors une poussée de l'extrême droite, tant à l'intérieur qu'à l'extérieur des forces gouvernementales.
Toutefois, pour affirmer fortement sa souveraineté et montrer qu'il n'est pas un satellite du Troisième Reich, le gouvernement de Pál Teleki refuse au Reich le transit des blessés allemands de retour du front polonais ainsi que des renforts allant les remplacer, par la ligne ferroviaire hongroise entre Nagyszalánc/Slanec et Velejte/Veľaty, en septembre 1939. Après la déroute polonaise de septembre, la Hongrie permet, en revanche, aux réfugiés polonais de passer par son territoire pour rejoindre des pays encore neutres (comme la Yougoslavie ou la Roumanie) d'où la plupart rallieront la France et l'Angleterre. Jusqu'en mars 1944, date de l'entrée de la Wehrmacht en Hongrie, le gouvernement hongrois permet le fonctionnement normal des écoles et des organisations polonaises sur son territoire. À ce titre, beaucoup ont salué les choix de politique étrangère de Pál Teleki.
Le 12 décembre 1940, le gouvernement hongrois signe un traité d'amitié à Belgrade avec la Yougoslavie. Le putsch militaire qui vient de s'y dérouler est le fait d'opposants à l'Allemagne nazie, qui exige alors de la Hongrie qu'elle autorise la traversée du pays par les troupes allemandes afin de se rendre jusqu'à la frontière yougoslave.
Pál Teleki doit tenir compte de l'équilibre des forces en présence (l'Allemagne nazie, l'Union soviétique et le Royaume-Uni) et des intérêts de la Hongrie. Il souhaite alors s'en tenir aux termes du traité d'amitié et se positionne de facto contre l'Allemagne. Le 2 avril 1941, l'ambassadeur britannique l'informe que la Hongrie bénéficie du soutien du Royaume-Uni dans son éventuelle entrée en guerre aux côtés de la Yougoslavie. Au cas où le royaume autorisait un passage de troupes allemandes sur son sol, l'ambassadeur hongrois à Londres informe le premier ministre que le gouvernement britannique déclarerait la guerre à la Hongrie.

## Politique d'alliance avec le Reich

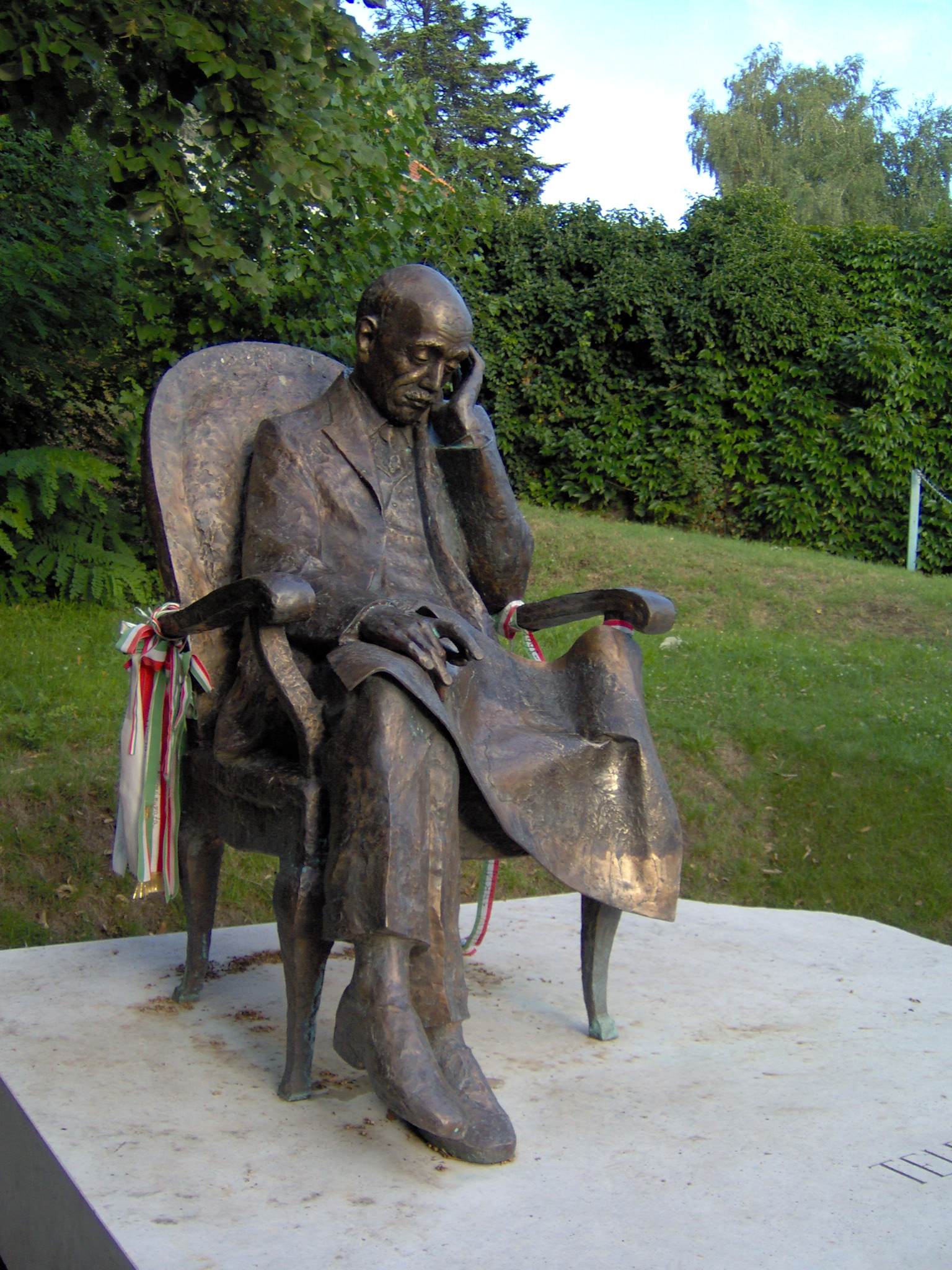
Statue de Pál Teleki à Balatonboglár, au bord du lac Balaton.

### Révisionnisme hongrois
Chef de file de l'école révisionniste hongroise, Teleki est amené à se définir par rapport à la politique menée par le Reich à partir de 1933. Afin de s'assurer le soutien de l'Allemagne et de l'Italie, il signe dès le 27 mars 1940 le pacte d'adhésion de Rome, ce qui formalise la position de la Hongrie en tant que pays de l'Axe. Son opportunisme lui aura toujours valu le soutien du Reich.
Ainsi, à la suite des accords de Munich, des négociations entre la Tchécoslovaquie et le royaume de Hongrie s'ouvrent le 9 octobre 1938 à Komárom, afin de fixer la nouvelle frontière entre les deux États. Sous la direction du ministre des affaires étrangères et à l'invitation des Allemands, qui, encouragés par ses prises de position, avaient déjà pressenti en lui le futur allié, il est le principal expert de la délégation hongroise.
Fidèle à sa méthode de négociation, Teleki s'y rend avec une abondante documentation, destinée à impressionner l'audience et à justifier les prétentions de Budapest sur des territoires en Slovaquie. Face à une délégation tchécoslovaque contrainte de se plier au premier arbitrage de Vienne, il obtient la révision de frontière, ce qui vaut l’intégration à la Hongrie d'une bande de terre de 12 109 km2, peuplée par des Slovaques et des Hongrois,.
En mars 1939, alors président du conseil, cette fois, faisant fi des principes ethnographiques qu'il avait invoqués précédemment selon les circonstances, il obtient pour son pays l'annexion de la Ruthénie subcarpatique. Il argue que cette annexion était nécessaire, selon le principe de viabilité, à l'agriculture hongroise pour irriguer les cultures du bassin des Carpates. En 1940, soutenu encore une fois par les pouvoirs de l'Axe, il préside l'annexion de la Transylvanie du Nord, à majorité démographique roumaine, aux dépens de la Roumanie.

### Politique antisémite
L'une des lois les plus contestées du premier gouvernement Teleki porte sur le numerus clausus à l'université ; elle a été adoptée en septembre 1920 par l'Assemblée nationale, sur la proposition du ministère de l'instruction publique et religieuse. Ce type de mesures discriminatoires au profit des citoyens « de souche » a aussi existé entre les deux guerres mondiales dans les pays voisins et dans plusieurs états des États-Unis au profit des blancs protestants. Cette loi fixait le nombre d'admis par an, dans l'enseignement supérieur hongrois. Elle visait à garantir dans les universités une proportion minimale de Hongrois dits « de souche » (c'est-à-dire de langue maternelle hongroise et de religion catholique ou protestante) : c'était, en pratique, une loi anti-juive.
Lors de son rappel au pouvoir, il signe en mai 1939, dans un contexte d'exacerbation du nationalisme hongrois, d'autres lois antisémites qui, dans les années suivantes, rendront apatrides, donc très vulnérables, ceux des Juifs de Hongrie qui avaient été citoyens tchécoslovaques, roumains ou yougoslaves entre 1920 et 1940.

### Une dépendance accrue
La marge de manœuvre de Pál Teleki dans sa politique étrangère est considérablement restreinte par le ralliement de la Hongrie à l'Axe Rome-Berlin-Tokyo le 20 novembre 1940 et par la reconnaissance de l'hégémonie de l'Allemagne nazie et de l'Italie fasciste, hégémonie à laquelle il est opposé. Ainsi, face à l'entente croato-roumano-slovaque (Horvát-román-szlovák barátság hirdetése (en)), la Hongrie se fait rappeler à l'ordre par le Troisième Reich lorsqu'elle mène des raids sur Turda contre la Roumanie.
La Hongrie a abondamment profité de la politique allemande dans les Balkans mais Teleki, géographe et analyste de la situation internationale, entrevoit la défaite du Reich car, lecteur attentif des écrits nazis, il devine les projets de Hitler d'attaquer l'URSS et réalise que les ressources coloniales anglo-françaises et les masses humaines de l'Armée rouge formeront une puissance invincible, surtout si la productivité de l'industrie américaine s'y joint (ce qui se produira en décembre 1941).

## Vie personnelle et intellectuelle
Le 25 novembre 1908, il prend pour épouse la comtesse Johanna Bissingen-Nippenburg, avec qui il a deux enfants : Mária (1910) et Géza (1911).

### Dans les années 1920
En 1921, il démissionne de la présidence du conseil des ministres du royaume de Hongrie, et se retire de la vie politique. Il reste cependant actif, dans ses engagements politiques, tout en participant à la vie du mouvement scout. Teleki s'affirme alors comme le chef de file des tenants du révisionnisme territorial dans le royaume, fondant un institut de sciences politiques, dont il confie la direction à l'un de ses élèves; cet institut réalise des études de grande ampleur sur la géographie, la démographie et l'économie des États successeurs créés en 1918-1919 dans le bassin intérieur des Carpates.
Au cours de sa carrière scientifique, il endosse plusieurs rôles : professeur et plusieurs fois doyens de la faculté de sciences économiques de l'université de Budapest ; recteur de l'Université de technologie et d'économie Nádor József (József Nádor Műszaki és Gazdaságtudományi Egyetem), ancêtre de l'Université polytechnique (Műegyetem). Au même moment, il est curateur à l'internat József Eötvös (Eötvös József Collegium). Son travail est distingué en 1930 par la l'« Ordre Corvin » (Magyar Corvin-lánc), haute distinction.

### 1922-1938: Mouvement scout

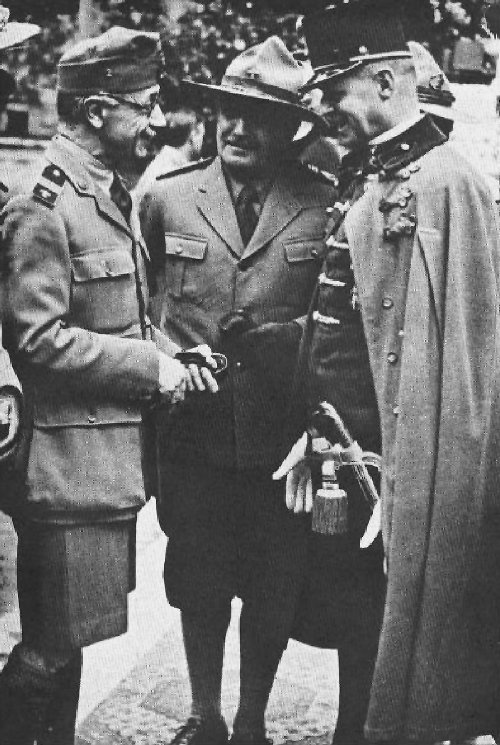
Pál Teleki au jamboree de 1933.

Le 10 juin 1922, le régent Miklós Horthy nomme Pál Teleki comme dirigeant national des scouts de Hongrie. Il est dès lors considéré comme un acteur populaire et influent de l'histoire de ce mouvement de jeunesse. Teleki ne supporte pourtant pas longtemps les charges de ce titre, et remet sa démission dès 1923, invoquant son état de santé. Le régent décide alors de maintenir son rang malgré tout en le nommant dirigeant d'honneur. C'est au titre de cette fonction qu'il organise et dirige à Gödöllő, dans le parc du château, le Rassemblement mondial des scouts (Jamboree) en 1933, qui réunit 30 000 scouts issus de nombreux pays.

### Fin de vie
De plus en plus isolé au sein de son gouvernement et conscient de la défaite finale qu'est appelé à essuyer le Reich, Pál Teleki met fin à ses jours. Le 3 avril 1941, il est ainsi retrouvé mort dans ses appartements du palais Sándor, officiellement suicidé d'une balle dans la tête. Sur son bureau, dans une lettre adressée au Régent de Hongrie Miklós Horthy, il critique avec des mots très durs l'agression contre la Yougoslavie.